# Phialophora
Phialophora Medlar – rodzaj grzybów z rodziny Herpotrichiellaceae.

## Charakterystyka
Konidiofory proste, brunatne, zwykle nierozgałęzione. Wyrastają pojedynczo ze strzępek grzybni, lub są tylko komórkami konidiotwórczymi powstającymi na szczytach strzępek pojedynczo, lub w pęczkach. Komórki konidiotwórcze krótkie, o butelkowatym kształcie na szczycie z wyraźnym, ciemniejszym kołnierzykiem. Konidia jednokomórkowe, gładkie, kuliste, elipsoidalne, owalne lub jajowate, prawie bezbarwne, lub oliwkowobrunatne. W grzybni mogą powstawać chlamydospory.
Grzyby mikroskopijne będące pasożytami i saprotrofami, głównie roślin. Wywołują u nich grzybowe choroby roślin. W Polsce znaczenie gospodarcze ma Phialophora cyclaminis powodująca plamistość liści u wielu roślin ozdobnych i Phialophora cinerescens powodująca fialoforozę goździka. Phialophora verrucosa jest pasożytem człowieka powodującym chromoblastomykozę.
Na podłożu PCA kolonie Phialophora rozwijają się dobrze, tworząc oliwkowobrunatne kolonie. Gdy są oświetlone, po 14 dniach zarodnikują.

## Systematyka i nazewnictwo
Pozycja w klasyfikacji według Index Fungorum: Herpotrichiellaceae, Chaetothyriales, Chaetothyriomycetidae, Eurotiomycetes, Pezizomycotina, Ascomycota, Fungi.
Takson ten utworzył w 1915 r. Edgar Mathias Medlar. Synonim: Margarinomyces Laxa 1930.
Liczne gatunki dawniej zaliczane do tego rodzaju, zostały w wyniku badań filogenetycznych przeniesione do rodzajów Cadophora, Harpophora. Phialocephala, Lasiosphaeris, Gaeumannomyces, Pleurostoma, Neobulgaria i in.
Niektóre gatunki:
- Phialophora cinerescens (Wollenw.) J.F.H. Beyma 1940
- Phialophora cyclaminis J.F.H. Beyma 1942
- Phialophora verrucosa Medlar 1915